# Edwin Thumboo
Edwin Nadason Thumboo (né en 1933) est un poète et universitaire de Singapour. Il est l'un des pionniers de la littérature anglaise à Singapour.
Thumboo étudie la langue anglaise en l'Université de Malaya en 1956, et il reçut son doctorat en 1970. Thumboo devient professeur de l'Université de Singapour au département de langue et littérature anglaise, et il était le chef du département de 1977 à 1993. De 1980 à 1991, il était le doyen de la Faculté des arts et des sciences sociales de l'université nationale de Singapour.
Il est souvent appelé le poète lauréat de Singapour officieux, car ses poèmes ont des thèmes nationalistes. Thumboo compila et édité quelques des anthologies premier de la poésie anglaise de Singapour et de Malaisie. Ses propres collections de poésie comprennent Rib of Earth (1956), Gods Can Die (1977), Ulysses by the Merlion (1979), A Third Map (1993), et Still Travelling (2008). Il a reçu pour Singapour le premier Prix des écrivains de l'Asie du Sud-Est (S.E.A. Write Award 1979) et le premier Cultural Medallion de littérature (1979), le Prix de Culture et Communication de L’Association des nations de l'Asie du Sud-Est (1987), le Prix de Raja Rao (2002), la médaille de Bintang Bakti Masyarakat (1981), et Pingat Jasa Gemilang (la Médaille de services méritoires, 2006).